# آرامگاه سرتربت
بقعه سرتربت مربوط به دوره تیموریان است و در شهرستان املش، بخش رانکوه، روستای باباجان دره واقع شده و این اثر در تاریخ ۲ بهمن ۱۳۸۲ با شمارهٔ ثبت ۱۰۷۲۴ به‌عنوان یکی از آثار ملی ایران به ثبت رسیده است.